# Gmina Mogiła (Macedonia Północna)
Gmina Mogiła (mac. Општина Могила) – gmina w południowo-zachodniej Macedonii Północnej.
Graniczy z gminami: Demir Hisar od zachodu, Bitola od południowego zachodu, Nowaci od południowego wschodu, Prilep od wschodu, Kriwogasztani od północy oraz od północnego zachodu z Kruszewo.
Skład etniczny
- 95,86% – Macedończycy
- 3,41% – Turcy
- 0,50% – Albańczycy
- 0,23% – pozostali

W skład gminy wchodzą:
- 23 wsie: Alinci, Beranci, Budakowo, Crniczani, Dedebalci, Dobruszewo, Dolna Czarlija, Dolno Srpci, Gorna Czarlija, Iwanewci, Loznani, Mogiła, Mojno, Musinci, Novoselani, Noszpal, Podino, Puturus, Radobor, Sveto Todori, Trap, Vaszarejca, Trnovci.